# Maylasacris
Maylasacris is een geslacht van rechtvleugeligen uit de familie veldsprinkhanen (Acrididae). De wetenschappelijke naam van dit geslacht is voor het eerst geldig gepubliceerd in 2010 door Cigliano & Amédégnato.

## Soorten
Het geslacht Maylasacris omvat de volgende soorten:
- Maylasacris digiticercus Cigliano & Amédégnato, 2010
- Maylasacris montanus Ronderos, 1979
- Maylasacris rugosus Cigliano & Amédégnato, 2010